# オレノココロ
オレノココロは、ばんえい競馬の元競走馬・種牡馬である。ばんえい競馬の重賞を25勝し、重賞勝利数歴代最多記録を保持しているほか、NARグランプリばんえい最優秀馬も3度（2017年、2018年、2020年）受賞した。

## 経歴
以下の競走距離は、すべて200m。
谷あゆみ厩舎に所属したオレノココロは2012年5月6日、帯広競馬第4競走（2歳新馬）でデビュー。2着馬に37秒の差をつけ勝利。8月5日の帯広第5競走（2歳A-1）出走後に槻舘重人厩舎へ転厩。その後も勝ち星を積み重ね、格付を上げていった。
2013年度は、ばんえい競馬の3歳三冠競走にすべて出走。8月のばんえい大賞典はコウシュハクイーン、11月のばんえい菊花賞はコウシュハウンカイに敗れたが、12月のばんえいダービーで重賞初勝利を挙げた。明けて4歳になった2014年3月、4・5歳限定のポプラ賞も勝ち、2013年度のシーズンを終えた。
2014年度も世代限定戦を中心に重賞へ出走し、9月の銀河賞を勝利。明けて5歳になった2015年正月の天馬賞を勝ったほか、3月のチャンピオンカップも勝利し、古馬混合重賞で初勝利した。
2015年度は開幕早々にばんえい十勝オッズパーク杯で勝利するが、夏場は重賞で勝ちきれない競走が続いた。11月のドリームエイジカップを勝つと、明けて6歳になった2016年正月の帯広記念も勝利。チャンピオンカップも2連覇し、2015年度シーズンを終えた。
2016年度もばんえい十勝オッズパーク杯を連覇したほか、ばんえいグランプリでも勝利。明けて7歳になった2017年正月の帯広記念も連覇し、3月のばんえい記念に出走。初の1000kg挑戦となったが、2着のキタノタイショウに24秒差をつけ、ばんえい記念初制覇。
2017年度も旭川記念と岩見沢記念を勝利し、明けて8歳になった2018年はチャンピオンカップを優勝すると、ばんえい記念も連覇を果たした。
2018年度は旭川記念を2連覇すると、ばんえいグランプリ・ドリームエイジカップをそれぞれ2度目の勝利。明けて9歳になった2019年正月の帯広記念で3度目の勝利を挙げたが、3月のばんえい記念は帯広記念で負かしたセンゴクエースに敗れ、3連覇を逃した。
2019年度はばんえい十勝オッズパーク杯を3度目の優勝、旭川記念を3連覇。その後は重賞で勝てない時期が続いたが、明けて10歳になった2020年3月のばんえい記念で3度目の優勝を果たした。
2020年度は重賞に出走するも勝ちきれない時期が続いたが、明けて11歳になった2021年正月の帯広記念で4度目の優勝を決め、引退レースとなるばんえい記念に出走。前夜からの雪で軽くなった馬場に苦戦しホクショウマサルの4着に敗れ、4度目のばんえい記念制覇はならなかった。
引退後はばんえい牧場十勝（帯広市）にて種雄馬（種牡馬）となり、2022年3月に最初の初年度産駒が誕生した。同年7月18日に疝痛を発症し治療を受けていたが、19日未明にヘルニアによる機能不全のため死亡（12歳没）。

## 重賞勝利
- 2013年：ばんえいダービー
- 2014年：ポプラ賞、銀河賞
- 2015年：天馬賞、チャンピオンカップ、ばんえい十勝オッズパーク杯、ドリームエイジカップ
- 2016年：帯広記念、チャンピオンカップ、ばんえい十勝オッズパーク杯、ばんえいグランプリ
- 2017年：帯広記念、ばんえい記念、旭川記念、岩見沢記念
- 2018年：チャンピオンカップ、ばんえい記念、旭川記念、ばんえいグランプリ、ドリームエイジカップ
- 2019年：帯広記念、ばんえい十勝オッズパーク杯、旭川記念
- 2020年：ばんえい記念
- 2021年：帯広記念

## 血統
表内の「ペル」はペルシュロン、「ブル」はブルトン、「ベルジ」はベルジアンを表す。
| オレノココロの血統 | オレノココロの血統            | オレノココロの血統              | （血統表の出典）                        | （血統表の出典）        |
| 父 半血 ウンカイ   | 父の父半血 マツノコトブキ     | ペル 二世ロツシーニ             | ペル ロツシーニ                         | ペル ロツシーニ         |
| 父 半血 ウンカイ   | 父の父半血 マツノコトブキ     | ペル 二世ロツシーニ             | ペル 明雪                               |                         |
| 父 半血 ウンカイ   | 父の父半血 マツノコトブキ     | 半血 初姫                       | 半血 アンリユー                         | 半血 アンリユー         |
| 父 半血 ウンカイ   | 父の父半血 マツノコトブキ     | 半血 初姫                       | 半血 姫桜                               |                         |
| 父 半血 ウンカイ   | 父の母半血 ミハル             | ベルジ マルゼンストロングホース | ベルジ コントリビユター                 | ベルジ コントリビユター |
| 父 半血 ウンカイ   | 父の母半血 ミハル             | ベルジ マルゼンストロングホース | ベルジ ジャネツトスプレムドフアルクール |                         |
| 父 半血 ウンカイ   | 父の母半血 ミハル             | ペル 強礼                       | ペル アプレス                           | ペル アプレス           |
| 父 半血 ウンカイ   | 父の母半血 ミハル             | ペル 強礼                       | ペル 礼旦                               |                         |
| 母 日輓 富士姫     | 母の父半血 クリフジ           | 半血 オークマタロー             | ベルジ ジアンデユマレイ                 | ベルジ ジアンデユマレイ |
| 母 日輓 富士姫     | 母の父半血 クリフジ           | 半血 オークマタロー             | 半血 芳春                               |                         |
| 母 日輓 富士姫     | 母の父半血 クリフジ           | 半血 栄姫                       | ペル系 バートホーシヨー                 | ペル系 バートホーシヨー |
| 母 日輓 富士姫     | 母の父半血 クリフジ           | 半血 栄姫                       | 半血 栄桜                               |                         |
| 母 日輓 富士姫     | 母の母半血 ノースランドトップ | 半血 ノースランド               | ブル系 キタノテンリユウ                 | ブル系 キタノテンリユウ |
| 母 日輓 富士姫     | 母の母半血 ノースランドトップ | 半血 ノースランド               | 半血 豊吉                               |                         |
| 母 日輓 富士姫     | 母の母半血 ノースランドトップ | 半血 銀花                       | 半血 ナイエホウシユ                     | 半血 ナイエホウシユ     |
| 母 日輓 富士姫     | 母の母半血 ノースランドトップ | 半血 銀花                       | 半血 呂栄                               |                         |
| 出典               | 1.                            | 1.                              | 1.                                      | 1.                      |

父ウンカイは、1997年のばんえい4歳（現・3歳）三冠馬。祖父マツノコトブキの産駒には、トモエパワーやアンローズがいる。